# Castello di Faicchio
Das Castello di Faicchio, auch Castello Ducale, ist eine herzogliche Burg aus dem 12. Jahrhundert in Faicchio in der italienischen Region Kampanien.

## Geschichte
Die Burg wurde im 12. Jahrhundert auf Geheiß der Grafen Sanframondo in einer strategisch günstigen Lage zwischen dem Monte Acero und dem Monte Gioia über dem Fluss Titerno errichtet.
Von 1479 bis 1520 gehörte sie den Monsorios.
Im 15. und 16. Jahrhundert ließen die Monsorios an dem Gebäude bedeutende Umbauten durchführen, die ihm das heutige Aussehen verliehen. Sie ließen es restaurieren, wobei sie sich vom Castel Nuovo in Neapel inspirieren ließen, wie sich aus dem Grundriss, der Hauptfassade und der Lage des Innenhofes ergibt.
1612 gelangte die Burg in den Besitz des neapolitanischen Adligen Gabriele de Martino, Herzog von Faicchio, der sie erneut restaurieren und in eine bequeme Wohnstatt umbauen ließ, wobei einige Verteidigungsfunktionen erhalten blieben. Seit dieser Zeit wird die Burg zu Ehren des Herzogs De Martino „herzoglich“ genannt.
Das Erdbeben am 5. Juni 1688 verursachte wohl nur geringe Schäden an den Gebäuden der Burg, wenn man bedenkt, dass in den folgenden Monaten der Bischof von Cerreto Sannita, Monsignore Giovanni Battista de Bellis, zu Gast war. Dieser zog sofort, als die ersten beiden Räume seines Bischofssitzes in Cerreto Sannita bezugsfertig waren, dort ein, weil seine Anwesenheit in der Burg vom örtlichen Lehensherrn nur ungern geduldet wurde.
Im 18. Jahrhundert wurde die Palastkapelle restauriert und ihr Glockenturm aufgestockt.
Ende des 18. Jahrhunderts war der letzte Herzog, der in der Burg wohnte, Salvatore de Martino, der, da er keine männlichen Nachkommen hatte, die Nachfolge in seinem Titel der Familie Zona-Sanniti di Pietramelara gestattete, die nicht mehr in der Burg leben sollten.
Nach der Abschaffung des Feudalismus durch Napoleon im Jahre 1806 wurde die Burg aufgegeben und verfiel.
In den 1930er-Jahren soll Orazio Rapuano, der damalige Bürgermeister von Faicchio, versucht haben, ein Drittel der Burg zu kaufen, um dort einige Gemeindebüros unterzubringen, schaffte dies aber nicht, weil das dafür nötige Geld fehlte; 1936 forderte derselbe Orazio Rapuano die zuständigen Behörden auf, die Restaurierung der Burg zu veranlassen oder sie abzureißen, um die Piazza Roma zu erweitern, aber wiederum blieb wegen Geldmangels alles so wie es war.
Als die Jahre verstrichen, verfiel die Burg immer mehr, sodass im rechten Turm der Hauptfassade eine Bar eröffnet wurde und im Innenhof einige ungenehmigte Bauten entstanden.
In den 1960er-Jahren wurde die Burg von der Familie Fragola gerettet und restauriert; am 30. Juni 1966 wurde sie der Öffentlichkeit wieder zugänglich gemacht.
Von 1973 bis 1977 war in der Burg die Libera Università di studi turistici (dt.: Freie Universität für touristische Studien) untergebracht.
Im Jahre 2000 kaufte eine Gruppe örtlicher Unternehmer das Castello di Faicchio und heute ist dort ein Hotel und Restaurant untergebracht.

## Beschreibung
Die Burg hat einen trapezförmigen Grundriss. An den Ecken stehen noch drei der ursprünglich vier Rundtürme; der vierte, der zum Collegiata di Santa Maria Assunta hin stand, stürzte in den vergangenen Jahrhunderten ein, vermutlich infolge eines der vielen Erdbeben, die sich in der Gegend ereigneten.

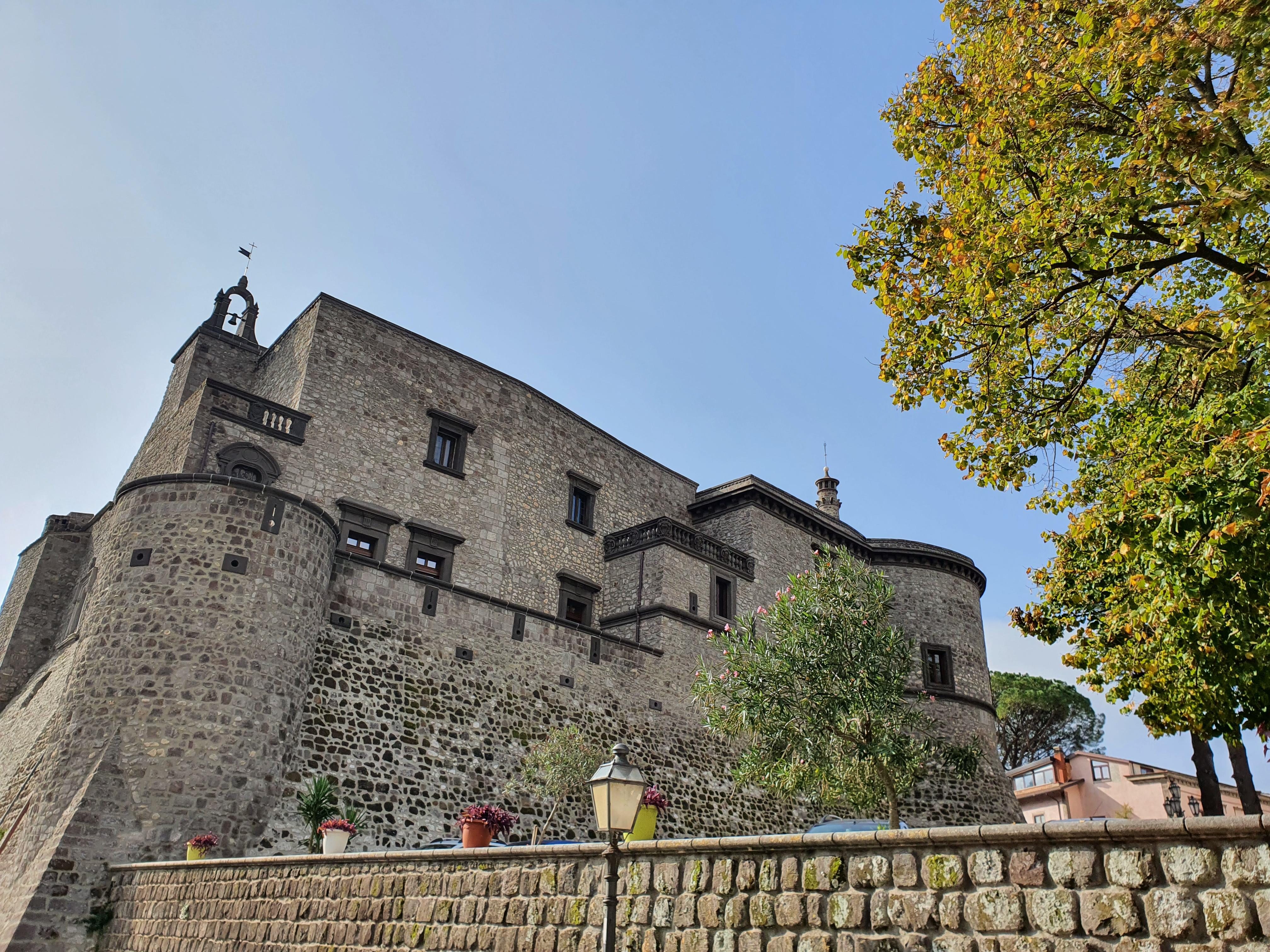
Die Fassade zum Platz hin

Zwei der drei noch erhaltenen Türme rahmen den Eingang ein, der aus einem breiten Portal aus dem 17. Jahrhundert mit einem Wappen der Familie De Martino besteht. Über dem Portal war ursprünglich eine Loggia mit drei Fenstern angebracht, wie man an den Spuren im Putz erkennt.
Die Burg war von einem Graben umgeben und über eine Zugbrücke zu erreichen, wie man an den beiden Öffnungen über dem Portal ersieht. In diesen beiden Öffnungen waren die Eisenketten befestigt, die zum Aufziehen und Absenken der Zugbrücke dienten. Der Innenhof erinnert, genau wie die Hauptfassade und der Grundriss, an das Castel Nuovo in Neapel; rechts liegt die lange Vorhalle aus grauem Tuffstein und links die Außentreppe, die zum Obergeschoss führt.

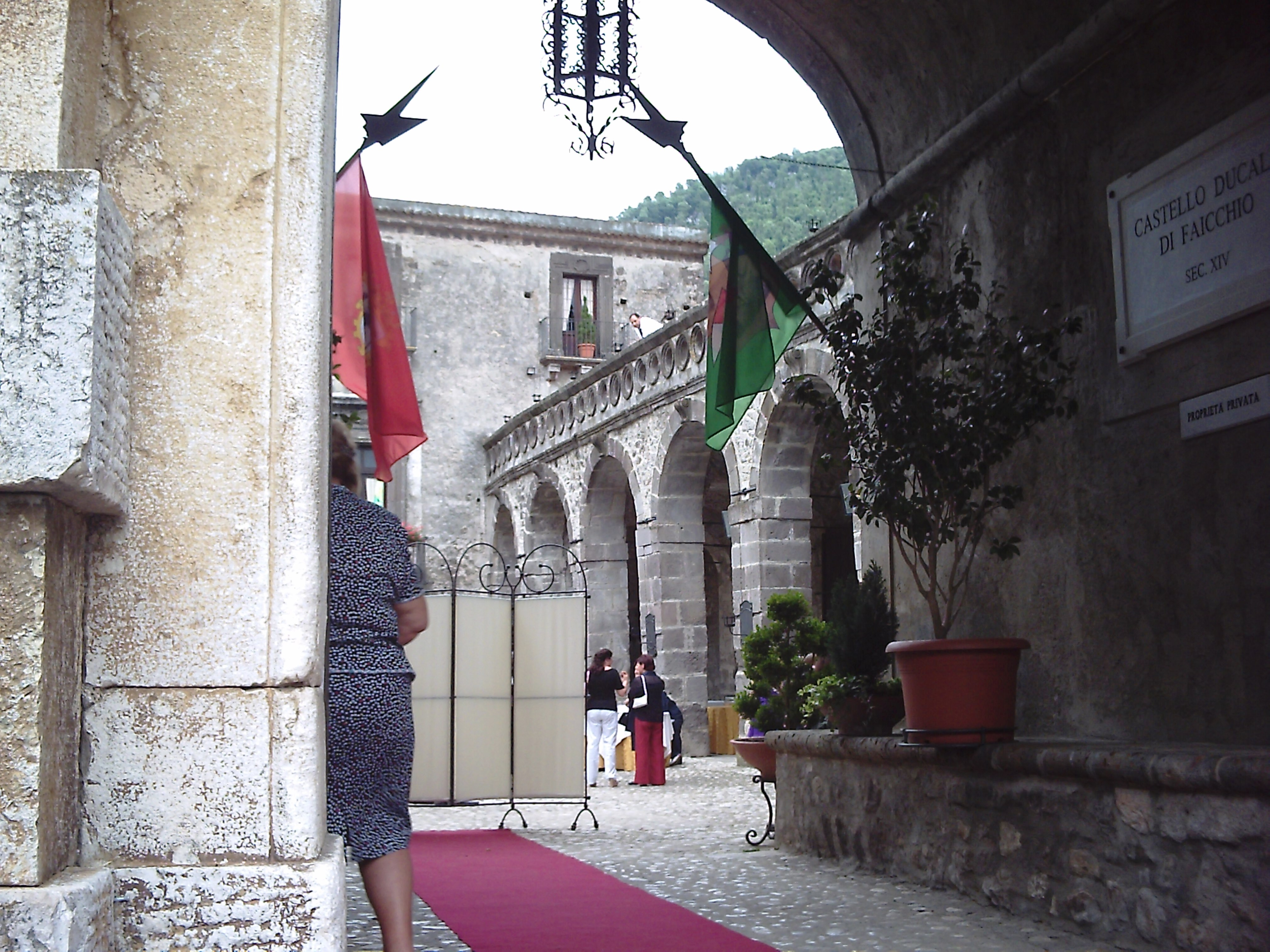
Blick in den Innenhof

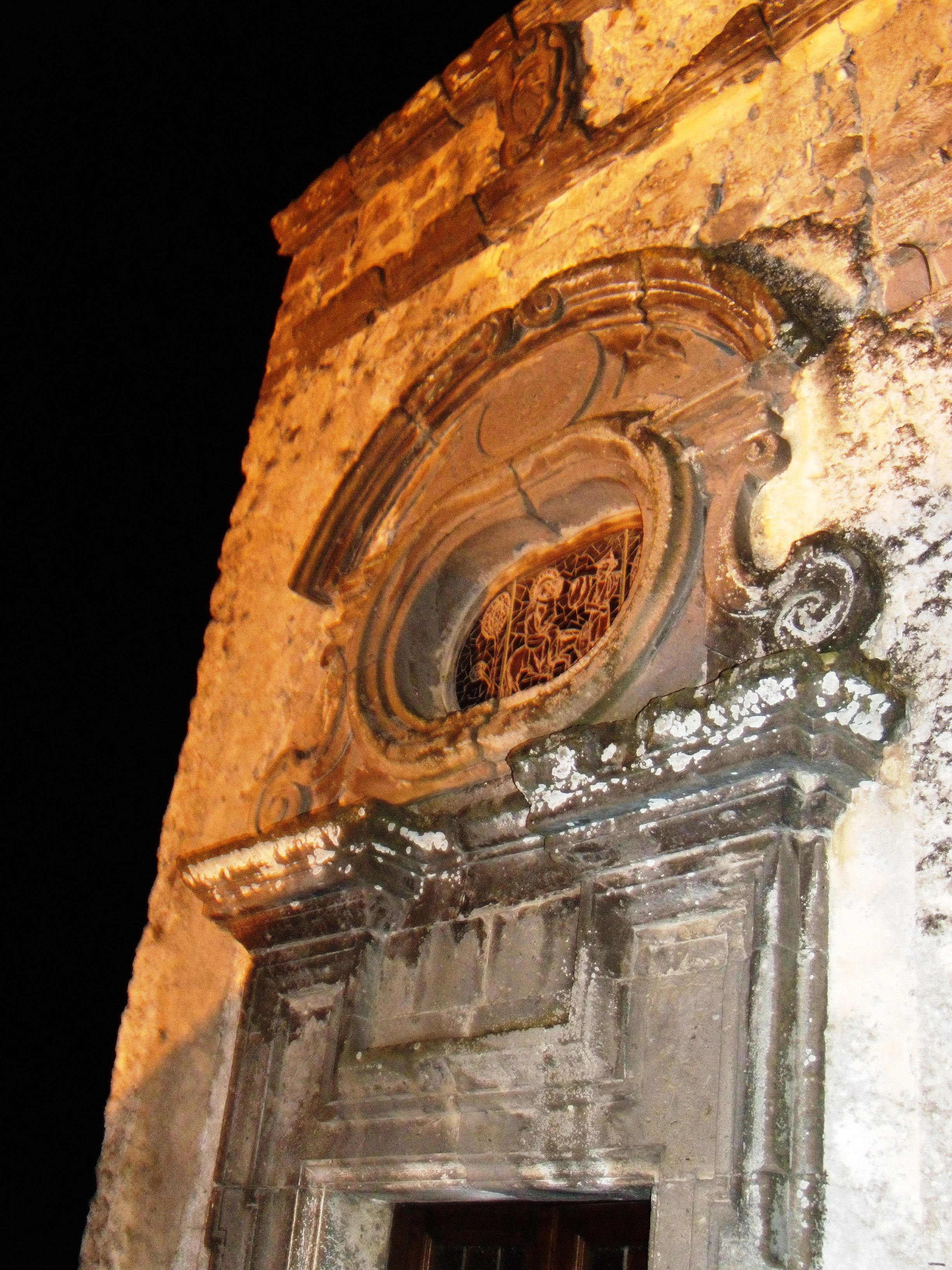
Detail der Fassade der Palastkapelle. Einer Volkssage nach verschluckte im Inneren eine Falltür (die es heute noch gibt) die Gefangenen.

Vom Innenhof aus gelangt man ins Untergeschoss, das sehr weitläufig, aber weitgehend nicht zugänglich ist. Im Erdgeschoss liegt das Gefängnis, wo man heute noch im Putz an der Wand die Kritzeleien der Gefangenen sehen kann.
An der Fassade zur Piazza Roma hin gibt es zwei Terrassen: Die untere gehört zu den Repräsentationsräumen, während die obere zu den privaten Gemächern gehört.
An der Brüstung der oberen Terrasse ist das Wappen der Familie De Martino eingebettet, eingehauen in grauem Tuffstein, ein Material, das größtenteils bei den Restaurierungsarbeiten im Auftrag des Herzogs Gabriele de Martino im Jahre 1612 genutzt wurde.
In die untere Terrasse ist der dritte Rundturm integriert. Dieser Terrasse liegt der Eingang zur Palastkapelle gegenüber, über dem sich ein Glockenturm erhebt, der im 18. Jahrhundert hinzugefügt wurde.
In der Palastkapelle gibt es reiche, barocke Stuckverzierungen, die ursprünglich ein Gemälde einrahmten, das verloren ging. Einer Volkssage nach fand sich in der Kapelle ein Gemälde, auf dem die Heilige Barbara abgebildet war, das geschaffen wurde, um von den Verurteilten nach der Messe geküsst zu werden. Sie näherten sich dem Gemälde, um es zu küssen, wobei sie, ohne es zu wissen, mit den Füßen auf einer Falltür standen, die sich plötzlich öffnete, sodass sie in die Burgverliese stürzten. Die Falltür, die der Sage als „Falle“ diente, befindet sich heute noch im Boden der Kapelle.
Die Innenräume der Burg wurden mit Möbeln und Objekten aus Antiquariaten bestückt. Insbesondere in einigen Sälen über dem Eingangsportal sind zeitgenössische Gemälde, einige alte Musikinstrumente und eine Weihnachtskrippe aus dem 18. Jahrhundert zu sehen. In einem dieser Säle kann man noch Spuren von Wandfresken bewundern.
In anderen Räumen gibt es Kanonen, Feuerwaffen und zeitgenössische Rüstungen zu sehen.